# Blá Blá Blá (canção de Anitta)
"Blá Blá Blá" é uma canção da artista musical brasileira Anitta, lançada como primeiro e único single do primeiro álbum de vídeo da cantora, Meu Lugar (2014) em 23 de março de 2014 pela Warner Music. A canção também foi adicionada em uma versão de estúdio no álbum Ritmo Perfeito (2014). A canção foi escrita pela própria Anitta, em parceria com Umberto Tavares e Jefferson Junior.

## Vídeo musical
O clipe foi lançado gravado durante a gravação do primeiro DVD da cantora, Meu Lugar, gravado em 15 fevereiro de 2014, na HSBC Arena, no Rio de Janeiro. Foi lançado em 23 de março do mesmo ano no programa Fantástico da Rede Globo.

## Formatos e faixas
- Download digital[4]

1. "Blá Blá Blá" (Ao Vivo) - 3:01

- CD single[5]

1. "Blá Blá Blá" (Estúdio) - 2:54
2. "Blá Blá Blá" (Ao Vivo) - 3:01

## Prêmios e indicações
| Ano  | Prêmio            | Indicação     | Resultado |
| ---- | ----------------- | ------------- | --------- |
| 2014 | Caldeirão de Ouro | As 10+ do Ano | 8º Lugar  |

## Desempenho nas tabelas musicais

### Paradas semanais
| Tabela musical (2014)                     | Melhor posição |
| ----------------------------------------- | -------------- |
| Brasil (Billboard Brasil Hot 100 Airplay) | 2              |